# 감염 경로

감염 경로(感染經路, 영어: route of infection)는 감염을 일으킨 개체나 환경중에 존재하는 병원체가 비감염 개체에 도달하여 감염을 일으키는 경로를 말한다. 병원체에 따라서는 복수의 감염 경로를 통해 감염이 발생하는 경우도 있다.

## 주요 감염 경로
이하 감염 경로의 감염증의 사례가 꼽히지만 감염 경로가 여럿 있는 경우가 있다. 1대 1 관계가 아닌 것에 주의가 필요하다.

### 접촉감염
피부나 점막의 접촉, 또는 의료종사자의 손과 청진기 등의기구, 난간이나 손잡이 등 환자 주변의 물체 표면을 통한 간접적인 접촉으로 병원체가 부착되어 그 결과 감염이 일어난다．
- 농가진 등 피부 질환과 유행성 각 결막염(흔한 눈병) 등 안과 질환이 대표적이다.
- 옴(질병)을 비롯해 정액을 통한 성병 (매독, 풍진, 톡소플라즈마증, 사이토메갈로바이러스감염, 헤르페스 바이러스 감염, B형 간염, AIDS 등)감염．
- 의료 현장에서는 MRSA 등의 약물저항 세균 감염의 주요 경로이다.
- 기타, 광견병, 서교증(쥐물림병), 에볼라, 파상풍, 괴저 등.

### 개달감염
오염된 것 등을 매개로 하여 감염되는 것이다. 식중독, 디프테리아, B형 간염, 결핵 등

### 비말감염
환자의 기침, 재채기 등에 의해 비산(飛散)하는 유체입자(비말)는 때로 병원체를 포함하고 있는데, 이것이 다른 사람의 점막에 부착하여 감염이 일어난다.
- 5 마이크로 미터 이상으로 90센티미터미만을 이동한다.
- 감기와 독감을 비롯해 상기도염 증상을 동반한 바이러스감염증 ( RS 바이러스, 디프테리아, 성홍열, 발진티푸스, 풍진 등)이 대부분이나 박테리아성 폐렴이 대표적이다.
- SARS와 MERS의 원인이 된 코로나 바이러스에 대해서도 이 경로가 주체로 여겨지고 있다.

### 공기 감염
비말로 공기 중에 흩어진 병원체가 공기 중에서 수분이 증발하여 5마이크로미터 이하의 가벼운 입자(비말핵)이 되어도 여전히 병원성을 유지한다. 단체로 장시간 부유하고 90센티미터이상의 장거리를 이동한다. 호흡에 의해 입자를 흡입함으로써 감염을 일으킨다. 먼지와 함께 바이러스를 흡입하더라도 감염이 된다.
- 홍역·수두·천연두·결핵이 대표적이다.
- 코로나 바이러스에도 가능성이 시사되고있다.
- 노로 바이러스도 후술하는 경구 감염이 주체이지만, 비말핵 감염도 일어날 수있다.

### 타액감염
타액 속에 서식하는 병원체가 입맞춤 등으로 타액을 통해 감염이 성립한다.
- 충치균
- EB 바이러스

### 수인감염
감염 동물 유래 고기와 분변으로 오염된 물 등의 경구 섭취에 의해 감염이 일어난다
- 전자의 예 BSE 후자의 예로 장출혈성대장균감염균(O157 등), 포도상 구균, 장염 비브리오균, 보툴리누스 균, 살모넬라 균, 장티푸스, 파라티푸스, 세균성 이질, 콜레라, 캄필로박터, 리스테리아, 헬리코박터균, 아메바 이질, 노로 바이러스, 로타바이러스, 소아마비, A형 간염, E형 간염, 렙토스피라증, 각결막염 등.

### 벡터감염
다른 동물(특히 절지 동물)이 벡터가 되고, 전파함으로써 감염이 성립한다. (1)그 병원체의 생활환의 일환으로 벡터의 체내에서 발육, 증식하면서 거기에서 감염하는 경우(생물학적 전파)와 (2) 단순히 매개체의 몸 표면에 부착한 병원체가 기계적으로 전파되는 경우가 있다.
- (1)의 예는 개에서 뎅기열과 일본뇌염, 웨스트 나일 바이러스, 황열, 말라리아 등의 곤충 매개 감염, 진드기에서 크리미안 콩고 출혈열이나 중증열성혈소판감소증후군(SFTS)의 매개체, 이아목에서 발진티푸스중개인, 쥐에서 라싸열, 한타 바이러스, 페스트, 장티푸스, 파라티푸스, 살모넬라 균 등의 매개.

- (2)의 예는 파리에 의한 장 출혈성 대장균과 이질균의 매개, 조류 독감의 닭장 간의 매개.

### 교차감염
주사, 수혈, 치과 치료 등 의료 행위 외, 외상에 의한 출혈이 타인의 눈 등의 점막에 접하는 등 혈액중의 병원체가 감염을 일으킨다.
- HIV, B형 간염, C형 간염, 크로이츠 펠트 - 야코프 병 이 대표적이다.
- 대량 노출이 있으면 매독도 고려된다.

### 모자감염 (수직감염)
수직 감염 또한 다음과 같이 분류된다.
- 태내감염 : 태반을 통과하는 혈액을 통해 감염. 풍진바이러스, 인간 면역 결핍 바이러스(HIV), 사이토메갈로바이러스 등.

- 모유 감염 : HIV와 성인T-세포백혈병 등.

## 감염 경로의 식별

### 병원체가 확인 가능한 경우
환자가 공유하는 난간이나 의료기기 등의 표면을 닦아 배양하고 병원체가 검출되면 그 물체가 감염 경로 중 하나일 것으로 추정한다. 또한 세균 감염의 경우 펄스필드겔전기영동을 통해 유전자형의 근사성을 조사하면 벡터감염의 시간적 순서를 추정 할 수 있기 때문에 먼저 집단에 병원체가 유입 된 경위를 알 수 있다.

### 병원체가 확인되지 않는 경우
초기 SARS처럼 병원체를 특정할 수 없다면 유병자와 정상인을 먼저 격리시켜 각각의 행동방식이나 생활배경, 나아가 타인과의 접촉경력에 대한 정밀 정보수집을 실시한다. 그 중에서 감염의 유무와 상관이 있는 인자를 역학적으로 산출하는 것으로 감염 경로를 추정한다.

## 같이 보기
- 감염 / 감염 / 전염병
- 미생물
- 감염 관리